# Phan Mỹ (chính khách)
Phan Mỹ (1914-1981) là một nhà trí thức và chính khách Việt Nam thời hiện đại. Ông từng giữ chức Bộ trưởng Chủ nhiệm văn phòng Phủ Thủ tướng trong chính phủ Việt Nam Dân chủ Cộng hòa và sau đó là chính phủ Việt Nam thống nhất từ năm 1973 đến 1981.

## Thân thế sự nghiệp
Ông sinh năm 1914, nguyên quán tại xã Tùng Ảnh, Đức Thọ, Hà Tĩnh. Theo gia phả, ông thuộc đời thứ 22 họ Phan - Tùng Mai. Cha ông là Phan Điện, một danh sĩ có tiếng đầu thế kỷ 20. Anh trai của ông là Phan Anh, sau là luật sư và Bộ trưởng Quốc phòng trong chính phủ Việt Nam Dân chủ Cộng hòa.
Xuất thân trong một gia đình Nho học truyền thống, tuy nhiên cả hai anh em ông đều theo Tây học. Ngay từ khi còn học tại Đại học Luật Hà Nội, ông hoạt động đắc lực trong Tổng hội sinh viên, tham gia các tổ chức hoạt động xã hội, cộng tác viết bài cho báo Thanh Nghị của nhóm Vũ Đình Hòe, Vũ Phan Hiền, Phan Anh…
Năm 1939, sau khi tốt nghiệp Cử nhân Luật, ông theo nghề giáo, dạy học ở các trường có tên tuổi ở Hà Nội như trường Gia Long, Thăng Long, Văn Lang và tham gia các phong trào yêu nước có xu hướng ủng hộ Việt Minh.
Sau Cách mạng Tháng 8, ông tham gia chính quyền Việt Nam Dân chủ Cộng hòa, lần lượt giữ các chức vụ Thư ký Ủy ban Bảo vệ thành phố Hà Nội, Chánh án Tòa án Quân sự Hà Nội, Chánh Văn phòng Bộ Quốc phòng (từ 16/11/1946, Phó Văn phòng là Nguyễn Thương). Từ năm 1947, ông lên Việt Bắc cùng chính phủ kháng chiến. Ngày 18/7/1947 ông Phan Mỹ, nguyên Chánh Văn phòng Bộ Quốc phòng, được cử chức Chánh Văn phòng Chủ tịch Chính phủ, thay ông Nguyễn Văn Lưu.
Năm 1960, ông là Thứ trưởng Bộ Thủy lợi và Điện lực và sau đó là Thứ trưởng Bộ Thủy lợi .
Năm 1973, ông làm Bộ trưởng Chủ nhiệm Văn phòng Phủ Thủ tướng cho đến năm 1981 (ngày 17-4-1973 giữ chức Chủ nhiệm Văn phòng Phủ Thủ tướng thay cho Đặng Thí).
Ông qua đời năm 1981 tại Hà Nội.

## Vinh danh
- Huân chương Hồ Chí Minh
- Huân chương Độc lập hạng Nhất
- Huân chương Kháng chiến hạng Nhất